# 达夫·莫兰
达夫·莫兰（希伯來語：‎；出生于1955年）是以色列企业家、发明家和投资人，他最著名的发明是USB闪存盘，并被业界公认是以色列高科技创业教父。

## 背景和早年经历
莫兰出生在以色列的拉马特甘，他的家庭是从波兰移民到以色列的大屠杀幸存者。他的父亲巴鲁克·明茨来自克罗斯诺的一个富裕家庭。莫兰的父亲和祖父是明茨家族从大屠杀幸存下来的仅有的成员，他们在以色列开始了新的生活。莫兰的母亲，比娜·吉佛，是和她的家人一起从勃朗尼移民到以色列的。
莫兰在童年时代就表现出了对技术的兴趣。十岁时，他从MAD杂志邮购电子元件和电子表零件，用来制作和改进电子设备。然而，后来他坦承，并没有取得大的成就。在接下来的几年，他的好奇心和天赋才开始取得突破。在16岁时，他被送到特拉维夫大学举办的一个年度课程中学习计算机。在那个时代，编程还是通过用笔在特制的程序纸带上画标记进行的。在三个月的努力后，莫兰写下了他的第一个程序。莫兰在大学期间，编程技能取得了很大进步，当他从以色列理工大学电气工程学院获得学士学位之后，他决定「成立自己的公司」。
莫兰曾在以色列海军服役七年，在其先进的微处理器部门担任指挥官。在成为企业家之前，莫兰是计算机行业的一名独立顾问。

### 创业生涯
莫兰于1989年成立了M-Systems，是闪存数据存储市场的先驱。该公司还发明了其他几种创新的闪存数据存储设备。在莫闰的领导下，M-Systems收入在18年内增长到10亿美元，并在2006年底被SanDisk公司（NSDQ：SNDK）以16亿美元的价格收购。
在M-system被收购之后，莫兰成立了Modu公司，提出了模块化手机这一新概念，最终在2011年将相关专利出售给了谷歌。在这些专利的基础上，谷歌发起了模块化手机的项目，称为“Ara项目”。Modu被谷歌收购之后，30多位Modu的前员工自行创业，创建了多家高科技创业公司。
在Modu任职期间，莫兰也是铁塔半导体的董事长。铁塔半导体是半导体和集成电路的开发商和制造商。莫兰在任职期间带领铁塔半导体扭亏为盈。莫兰还是一家创新药研发公司Biomas的董事长。
莫兰在2011年成立了Comigo，愿景是革新电视观看体验。该公司开发了一种多屏幕付费电视运营商的平台。莫兰是公司的董事长。

### 发明
莫兰不断有发明创造问世，主要集中在基础设施技术领域。他说他申请过超过40项专利。他参与的发明包括：
- USB闪存驱动器(DiskOnKey)——小闪存设备
- FlashDisk(DiskOnChip)
- Modu革命性的模块化的手机——谷歌模块化手机项目Ara的基础[13][14]
- 世界最轻的手机——Modu(重40.1克)最轻的手机世界纪录保持者。[15][16]
- Smartype——革命性智能键盘[17]
- Comigo智能交互式电视系统的专利的硬件和软件解决方案[18]

### 投资
2015年1月，经过数年成功的天使投资，莫兰成立了Grove Ventures，一个一亿美元规模的风险投资基金，主要投资于前沿技术早期创业公司，包括半导体、传感器、人工智能和数字健康。2017年10月，Grove Ventures成功募集了1.1亿美元。
莫兰个人投资的公司包括：
- Consumer Physics公司，研发了一款微型光谱仪，作为“数字材料分析仪”,允许用户识别产品的来源、新鲜程度、用料成分、和营养价值。
- Sensible Medical Innovation公司，研发了绝对肺液监控设备，基于传感与监测技术提供数据管理，进行慢病治疗。
- GlucoMe公司，研发了一款便携血糖仪，数据可以通过手机或平板电脑上传至云端，进行数据分析，病情监测，紧急情况下发出警报。
- Geneformics公司，专注于计算基因测测序[21]。 Geneformics旨在提供节省存储、通信和云处理的DNA测序。
- RapidAPI公司，为网络上成千上万的程序开发api(应用程序编程接口)。

以上投资组合是在Grove Ventures基金投资组合之外的。

### 社区参与和公共事务
莫兰认为教育是创新的基础。因此，他以导师的身份指导以色列创业企业家，帮助他们把科研成果和创新概念商业化。他经常在大学和学校举行讲座，并担任以色列特拉维夫大学动力基金的顾问委员。此外，莫兰投资了Learni公司，该公司用技术为日常学习系统赋能，开发了丰富的电子教科书和课堂互动方式。
他是韩国-以色列商业论坛的活跃成员，曾在很多会议上发言。2014年，韩国政府邀请他主持了一个项目，以激发韩国首都首尔的创新创业氛围。
他的书《100扇门——关于创业》由Yedioth出版公司于于2016年9月出版。

## 获奖情况
- 2003年，他被安永(Ernst & Young)评为“年度企业家”；被IMC评为“首席执行官”。
- 2007年，以色列风险投资协会IVA授予Dov Moran以色列高科技企业家奖。[26]
- 2012年莫兰凭发明USB闪存驱动器被授予著名的Edward Rheine奖。[27]
- 2013年,他被莫斯科国立技术大学无线电工程、电子和自动化系授予荣誉博士。
- 2013年他被以色列法律和科学的学术中心,授予荣誉博士。其他同获此殊荣的名人包括以色列前总理埃胡德·巴拉克、教育部长拉比Shai Piron、加拿大前司法部长和国家律师Irwin Cotler教授。[28]
- 2013年,他被授予Geektime终身成就奖。[29]“极客奖”是一年一度授予最有竞争力的初创企业、企业家和投资者的奖项。
- 2015年，他凭发明闪存存储系统获得了Johnson信息存储系统奖。[30]
- 2016年，莫兰被以色列理工学院授予荣誉博士学位。[31]
- 2018年2月，莫兰与他人一同获得由联合国教科文组织颁发的Netexplo人才奖，颁奖仪式在巴黎举行。[32]

## 另请参阅
- 潘健成
- 朗科公司技术